# Bolszoje Czerwonnoje
Bolszoje Czerwonnoje, Czerwonnoje (ros. Большое Червонное, Червонное) – wieś (ros. деревня, trb. dieriewnia) w zachodniej Rosji, w osiedlu wiejskim Pionierskoje rejonu smoleńskiego w obwodzie smoleńskim.

## Geografia
Miejscowość położona jest przy drodze regionalnej 66K-22 (Szczeczenki – Monastyrszczina), 14 km od drogi federalnej R135 (Smoleńsk – Krasnyj – Gusino), 15,5 km od drogi federalnej R120 (Orzeł – Briańsk – Smoleńsk – Witebsk), 30 km od drogi magistralnej M1 «Białoruś», 6,5 km od centrum administracyjnego osiedla wiejskiego (Sanniki), 22 km od Smoleńska, 22 km od najbliższego przystanku kolejowego (Dacznaja II).

## Demografia
W 2010 r. miejscowości nikt nie zamieszkiwał.

## Historia
25 marca 1918 r. zgodnie z „III ustawową gramotą” Białoruska Rada Republiki proklamowała niepodległość Białoruskiej Republiki Ludowej, włączając w jej granice część guberni czernihowskiej, briańskiej i kałużskiej oraz niemal całą gubernię smoleńską, w tym wieś Czerwonnoje. 1 stycznia 1919 r. wraz z proklamowaniem Białoruskiej Socjalistycznej Republiki Radzieckiej miejscowość weszła w jej skład, ale już 16 stycznia tegoż roku terytorium, na którym znajdowała się wieś trafiła w granice Rosyjskiej Federacyjnej Socjalistycznej Republiki Radzieckiej.